# Ole Eskild Dahlstrøm
Ole Eskild Dahlstrøm (født 4. marts 1970 i Oslo) er en tidligere norsk ishockey spiller, der har spillet fremad for begge Storhamar Dragons, Lillehammer Ishockeyklubb og landsholdet.
Ved siden af Espen Knutsen har Ole Eskild Dahlstrøm i over 15 år været Norges mest profilerede ishockeyspiller. Dahlstrøms moderklub er Furuset IF, men Dahlstrøm har haft den største relative succes i Storhamar IL. Han har også professionelle ophold i Örebro i Sverige og i Adler Mannheim i Tyskland bag sig, samt en lang karriere på det norske landshold. Dahlstrøm deltog under Vinter-OL for Norge i 1992 i Albertville og i 1994 i Lillehammer. Han blev drafted af NHL Club Minnesota North Stars i 1990.
I den sidste sæson 2006/07 som aktiv spiller var han kaptajn på Lillehammer i GET-Ligaen. Efter sæsonen vendte han tilbage i en trænerrolle til Storhamar, hvor han havde hovedansvaret for 1. divisionsholdet samt ansvaret for at følge op på individuelle spillere i topatletklassen. Han var ishockeykommentator på TV 2.

## Eksterne links
- Norskfødte spillere udarbejdet af NHL-hold